# Krenek Motorsport
Krenek Motorsport – czeski zespół wyścigowy, założony w 1996 przez byłego kierowcę wyścigowego Josefa Kreneka. Obecnie ekipa startuje w European Touring Car Cup, Czeskim Pucharze Clio oraz w Formule Škoda. W przeszłości zespół pojawiał się także na starcie w Europejskim Pucharze Formuły Renault 2.0 oraz w Formule Renault 2.0 LO.

## Starty

### Europejski Puchar Formuły Renault 2.0
| Rok  | Bolid          | Kierowcy        | Wyścigi | Wygrane | PP | NO | Pkt | M.K. | M.Z. |
| ---- | -------------- | --------------- | ------- | ------- | -- | -- | --- | ---- | ---- |
| 2008 | Tatuus-Renault | Adam Kout       | 14      | 0       | 0  | 0  | 0   | 30   | NS   |
| 2008 | Tatuus-Renault | Jakub Knoll     | 2       | 0       | 0  | 0  | 0   | 55   | NS   |
| 2009 | Tatuus-Renault | Adam Kout       | 14      | 0       | 0  | 0  | 15  | 13   | 6    |
| 2009 | Tatuus-Renault | Jakub Knoll     | 14      | 0       | 0  | 0  | 0   | 39   | 6    |
| 2010 | Tatuus-Renault | Adam Kout       | 6       | 0       | 0  | 0  | 29  | 11   | 6    |
| 2010 | Tatuus-Renault | Richard Gonda   | 2       | 0       | 0  | 0  | 0   | NS†  | 6    |
| 2010 | Tatuus-Renault | Giulio Glorioso | 2       | 0       | 0  | 0  | 0   | NS†  | 6    |
| 2010 | Tatuus-Renault | Jakub Knoll     | 14      | 0       | 0  | 0  | 2   | 23   | 6    |
| 2011 | Tatuus-Renault | Richard Gonda   | 14      | 0       | 0  | 0  | 0   | 38   | 16   |

† – zawodnik nie był zaliczany do klasyfikacji.